# Austin Film Critics Association Awards 2020
15. ročník předávání cen asociace Austin Film Critics Association se konal 19. března 2021.

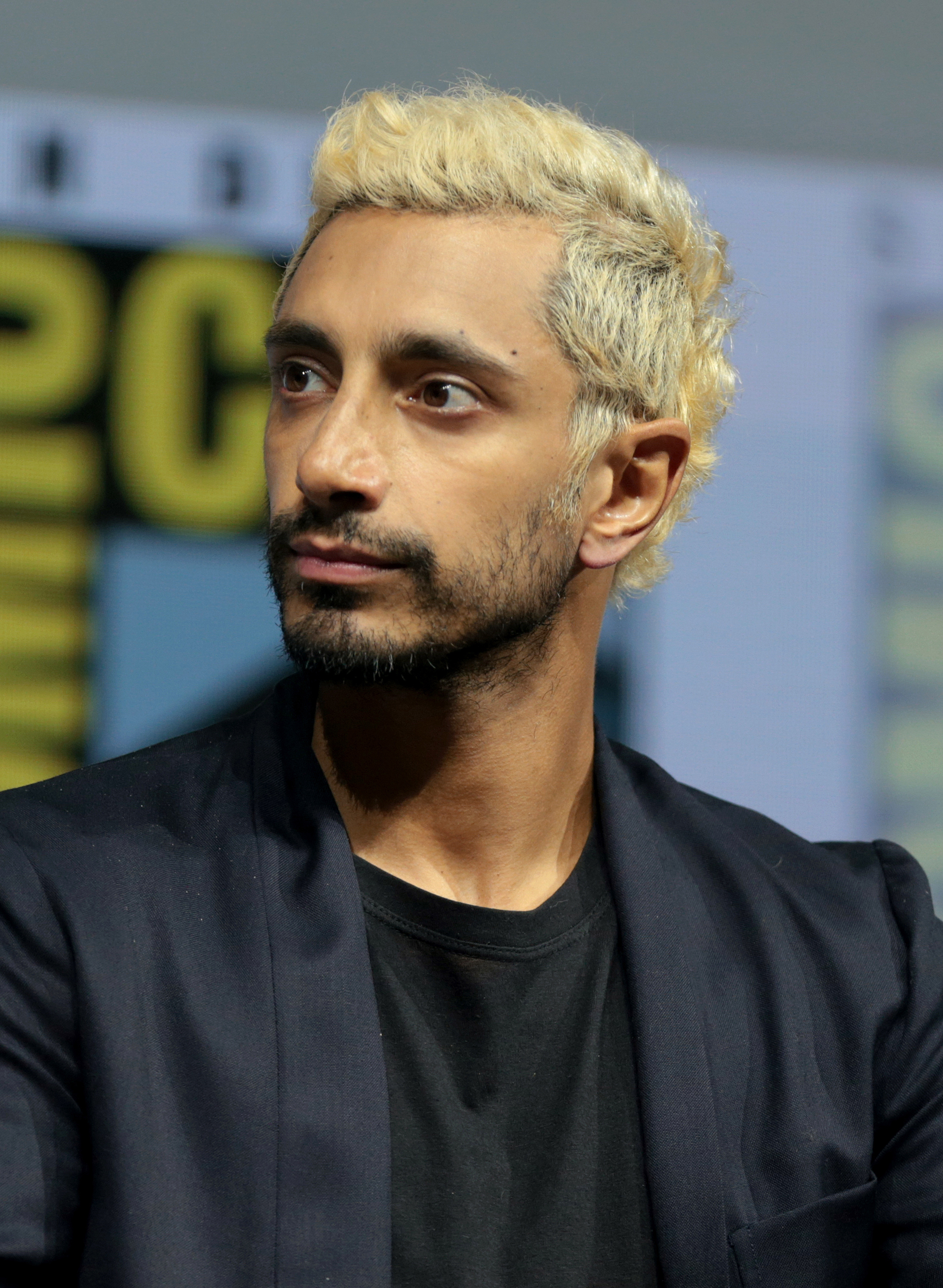
Riz Ahmed, vítěz v kategorii nejlepší herec

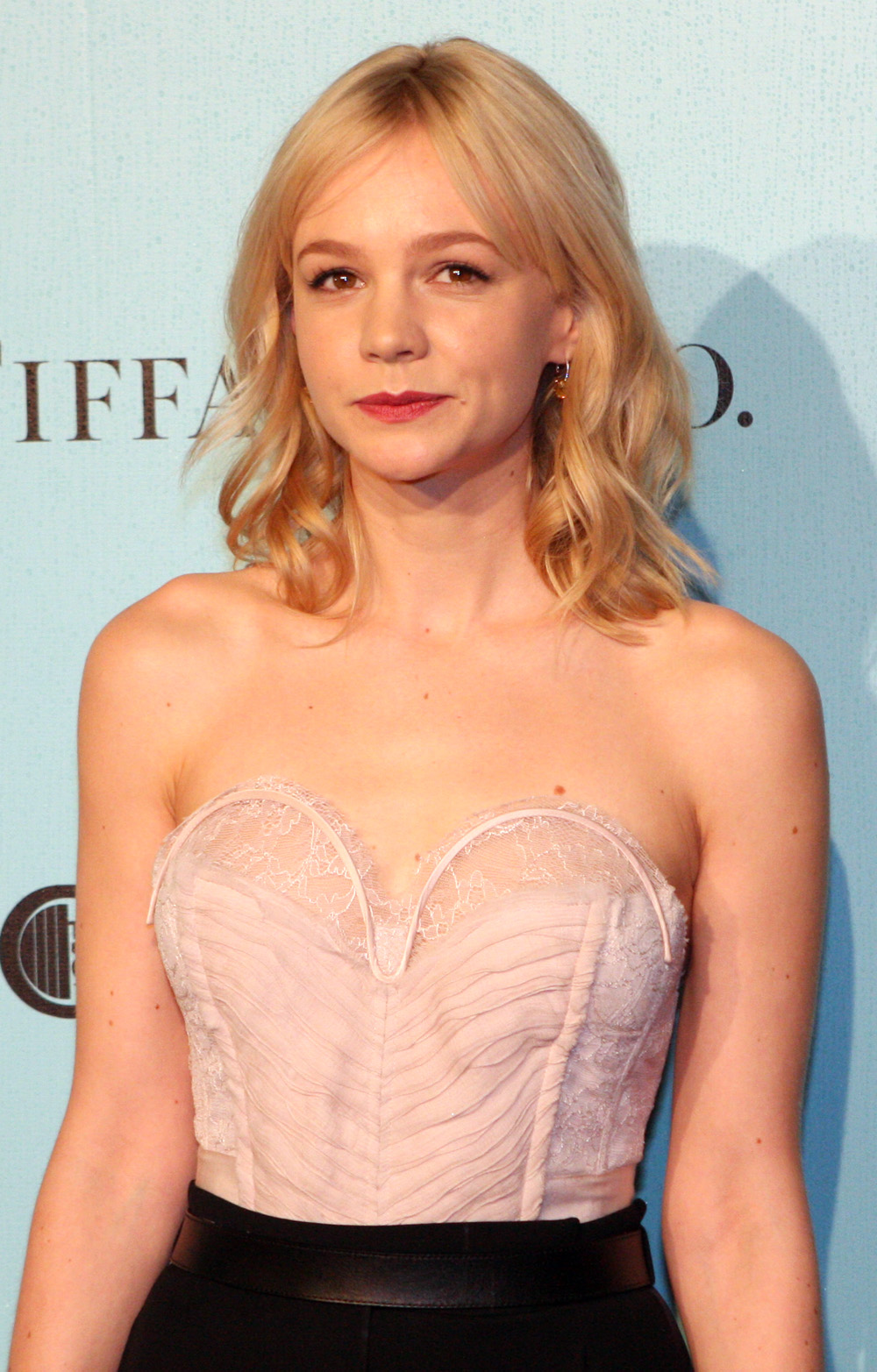
Carey Mulligan, vítězka v kategorii nejlepší herečka

## Vítězové a nominovaní
| Nejlepší film | Nejlepší režisér |
| --- | --- |
| 1. Minari 2. Země nomádů 3. Nadějná mladá žena 4. První kráva 5. Never Rarely Sometimes Always 6. Noc v Miami... 7. Palm Springs a Zvuk metalu (remíza) 8. Neviditelný a Mank (remíza)                                             | Lee Isaac Chung – Minari - Emerald Fennell – Nadějná mladá žena - Eliza Hittman – Never Rarely Sometimes Always - Chloé Zhaová – Země nomádů - Kelly Reichardt – První kráva                |
| Nejlepší animovaný film | Nejlepší herec v hlavní roli |
| Vlkochodci - Ovečka Shaun ve filmu: Farmageddon - Frčíme - Až na Měsíc - Duše | Riz Ahmed – Zvuk metalu - Anthony Hopkins – Otec - Chadwick Boseman – Ma Rainey – matka blues - Delroy Lindo – Bratrstvo pěti - Steven Yeun – Minari                                        |
| Nejlepší herečka v hlavní roli | Nejlepší herec ve vedlejší roli |
| Carey Mulligan – Nadějná mladá žena - Frances McDormandová – Země nomádů - Viola Davis – Ma Rainey – matka blues - Elisabeth Moss – Neviditelný - Nicole Beharie – Miss Juneteenth                                                 | Daniel Kaluuya – Jidáš a černý mesiáš - Leslie Odom Jr. – Jedna noc v Miami... - Paul Raci – Zvuk metalu - David Strathairn – Země nomádů - Glynn Turman – Ma Rainey – matka blues          |
| Nejlepší herečka ve vedlejší roli | Nejlepší původní scénář |
| Jun Jo-čong – Minari - Maria Bakalova – Boratův navázaný telefilm - Olivia Colman – Otec - Amanda Seyfriedová – Mank - Helena Zengel – Zprávy ze světa                                                                             | Lee Isaac Chung – Minari - Emerald Fennell – Nadějná mladá žena - Abraham Marder a Darius Marder – Zvuk metalu - Aaron Sorkin – Chicagský tribunál - Andy Siara – Palm Springs              |
| Nejlepší adaptovaný scénář | Nejlepší dokument |
| Chloé Zhaová – Země nomádů - Kemp Powers – Jedna noc v Miami... - Florian Zeller a Christopher Hampton – Otec - Leigh Whannell – Neviditelný - Ruben Santiago-Hudson – Ma Rainey – matka blues - Aaron Sorkin – Chicagský tribunál | Boys State - Colectiv - Kripl kemp: Revoluce na kolečkách - Smrt Dicka Johnsona - Time |
| Nejlepší cizojazyčný film | Nejlepší první film |
| Minari - Bacurau (Brazílie) - Chlast (Dánsko) - La Llorona (Guatemala) - Beanpole (Rusko) | Nadějná mladá žena - Miss Juneteenth - Jedna noc v Miami... - Palm Springs - Čtyřicetiletá verze                                                                                            |
| Nejlepší střih | Nejlepší obsazení |
| Chloé Zhaová – Země nomádů - Yorgon Lamprinos – Otec - Kirk Baxter – Mank - Jennifer Lame – Tenet - Mikkel E. G. Nielsen – Zvuk metalu                                                                                             | Minari - Bratrstvo pěti - Ma Rainey – matka blues - Jedna noc v Miami... - Chicagský tribunál                                                                                               |
| Nejlepší kamera | Nejlepší motion capture |
| Joshua James Richards – Země nomádů - Newton Thomas Sigel – Bratrstvo pěti - Lachlan Milne Minari - Erik Messerschmidt – Mank - Hoyte van Hoytema – Tenet                                                                          | Elisabeth Moss – Neviditelný - Luke Davis – Neviditelný - Andrew Jackson – Tenet - Oliver Jackson-Cohen – Neviditelný - Matt Kasmir – Půlnoční nebe - Terry Notary – Volání divočiny        |
| Nejlepší kaskadérský tým | Nejlepší skladatel |
| Neviditelný - Birds of Prey - Tenet - Old Guard: Nesmrtelní - Vyproštění | Trent Reznor, Atticus Ross a Jon Batiste – Duše - Ludwig Göransson – Tenet - Trent Raznor a Atticus Ross – Mank - Terence Blanchard – Bratrstvo pěti - Emile Mosseri – Minari               |
| Objev roku | Austin Film Awards |
| Radha Blank – Čtyřicetiletá verze - Lee Isaac Chung – Minari - Sidney Flanigan – Never Rarely Sometimes Always - Alan S. Kim – Minari - Cathy Yan – Birds of Prey                                                                  | Ric Roman Waugh – Greenland: Poslední úkryt - Annie Silverstein – Bull - Adam Sweeney – The Orange Years - Patrick Bresnan a Ivete Lucas – Pahokee - Robert Rodriguez – Můžeme být hrdinové |